# Kamičak (utvrda u Sinju)
Kamičak je utvrda sagrađena 1712. godine u središtu grada Sinja

## Značenje naziva
Kamičak doslovno znači veliki kameni zid (sagrađen od žestice) prekriven kamenim pločama većih dimenzija.

## Povijest i drugi podatci
Utvrda Kamičak sagrađena je 1712. godine na istoimenom vapnenačkom brežuljku u samom središtu grada Sinja. Nalazi se nasuprot glavnih vrata crkve Gospe Sinjske, tik do stražnjih dvorišta kuća koje sa zapadne strane gledaju na samu Pijacu, glavni gradski trg i šetnicu. Utvrda je zvjezdolikog tlocrta, opasana i ozidana zidinama te pošumljena borovima još 1890. godine. Utvrda je povezana s Kvartirima, to jest današnjim Alkarskim dvorima a prije vojarnom za konjicu iliti kvartirom.
Mletačku utvrdu oblika zvjezdolikog bastiona gradili su 1712. godine domaći graditelji Ignacije Macanović i Jakov Cincidela. Na istoku je zvjezdoliki bastion ispunjen zemljom. Na jugozapadu je zgrada kvartira preoblikovana u 19. st., u kojoj djeluje Muzej Cetinske krajine.
U 19. st. je na utvrdi podignuta kula s gradskim satom građena od muljike. Nekada davno bila je promatračnica s koje se osmatralo na Sinjsko polje radi možebitnih navala Osmanlija i sličnih pogibelji. U samu kulu je ugrađena ura sa satnim mehanizmom povezanim sa zvonom na vrhu kule. Zvono zvoni na tri minute do punog sata te na sam puni sat točnim brojem otkucaja zvona.
Na vrhu kule je terasa ograđena kamenom ogradom od balustara.
Brončano zvono koje je stavljeno na kulu izliveno je u poznatoj talijanskoj ljevaonici obitelji Colbachini. Ta ljevaonica je osnovana je 1745. godine, a od 1898. godine odlukom pape Leona XIII. ima posebno pravo upotrebe papinskog grba na svojim proizvodima i dan danas je jedina ljevaonica s tom posebnom čašću.
Zvono je urešeno cvjetnim ornamentom na kojem se ističu četiri kružna reljefa:
- Gospa s djetetom u naručju,
- Mojsije,
- Raspeće i
- Sveti Juraj ubija zmaja (Alkar na konju sa spuštenim kopljem)

Na samom zvonu upisana je godina rimskim brojkama MDCCCXXVIII to jest 1828. te ime ljevača u naslovu Opera di Giovanni Colbachini Trieste.
Na vrhu zvona upisano je još na latinskom A fulgore et tempestate libera nos Domine iliti Od groma i zla vremena oslobodi nas Gospodine, povlačeći time staro narodno vjerovanje da zvonjava zvona rastjeruje nevremenske oblake i tuče.
Projektom iz 2014. godine s kojim se u realizaciju krenulo krajem 2015. godine, tvrđava Kamičak se obnavlja i dovršavaju se arheološki i zaštitni radovi te se stavlja u funkciju kao vidikovac i mjesto kulturno turističkih aktivnosti. Uz samu tvrđavu u sklopu obnove i revitalizacije doblia je i zgrada Palacine u kojoj se nalazi postav Muzeja Cetinske krajine s unutarnjim i vanjskim postavom te prostor šumovitog uzvišenja na kojem se nalazi tvrđava Kamičak. Ovom obnovom tvrđava postaje sigurno mjesto za posjetitelje jer u stanju kakvom je bila i visinom zaštitnog zida te njegovim statičkim svojstvima nije bila mjesto koje bi se bez bojazni moglo posjetiti a stanje okoliša koji je dugogodišnjim zanemarivanjem bilo kaotično dovelo se u red. Grad Sinj je obnovom tvrđave u svoje okrilje iz zaborava vratio jednu od gradskih vizura i mjesto na kojem je iz samog središta grada niti 50 m od glavne gradske ulice, Pijace, posjetiteljima može ispričati povijest grada s mjesta na kojem je i pisana.

## Zanimljivosti
Postoji još jedna utvrda s nazivom Kamičak u zaleđu Šibenika
Zidine i kula Kamička zbog svog položaja znale su biti izložene pogledima javnosti zbog neobičnih razloga kao što su osvještavanje javnosti zbog raznih inicijativa, pri čemu su razne organizacije u više navrata prekrivale njegove zidine transparentima različitog sadržaja.

## Zaštita
Pod oznakom Z-4797 zavedena je kao nepokretno kulturno dobro - pojedinačno, pravna statusa zaštićena kulturnog dobra, klasificirano kao "profana graditeljska baština".